# آلدو روسی
آلدو روسی (Aldo Rossi) یک معمار برجستهٔ اهل ایتالیا بود. وی دانش‌آموخته دانشگاه پلی‌تکنیک میلان بود. روسی در سال ۱۹۹۰ برنده جایزه معماری پریتزکر شد. او در سال ۱۹۶۶ در کتابی با عنوان معماری شهر، به ارائه نظریاتی در نقد مدرنیسم در معماری و شهر می‌پردازد. این کتاب سعی کرده بود با تصویرسازی‌های ذهنی جذاب و یادآوری‌هایش نسبت به غنای محیط هری گذشته بگوید چطور می ود که ما یک شهر را به خاطر می‌سپاریم. او بر معماران بزرگی چون پیتر آیزنمن اثرگذار شد. او را می‌توان در دسته معماران نو خردگرای ایتالیایی نیمه دوم قرن بیستم دانست.

## ترجمه فارسی
- معماری شهر، ترجمه شمین گلرخ، تهران: انتشارات علمی و فرهنگی، ۱۳۹۹.
- یک معماری قیاسی در کتاب نظریه‌ها و مانیفست‌های معماری معاصر، گردآوری و تدوین چارلز جنکز، ترجمه احسان حنیف، انتشارات فکرنو، تهران: ۱۳۹۷.
- معماری شهری، ترجمه روح‌اله عشریه، محمدرضا جابری‌نسب، نشر طحان، ۱۳۹۷.

## نگارخانه

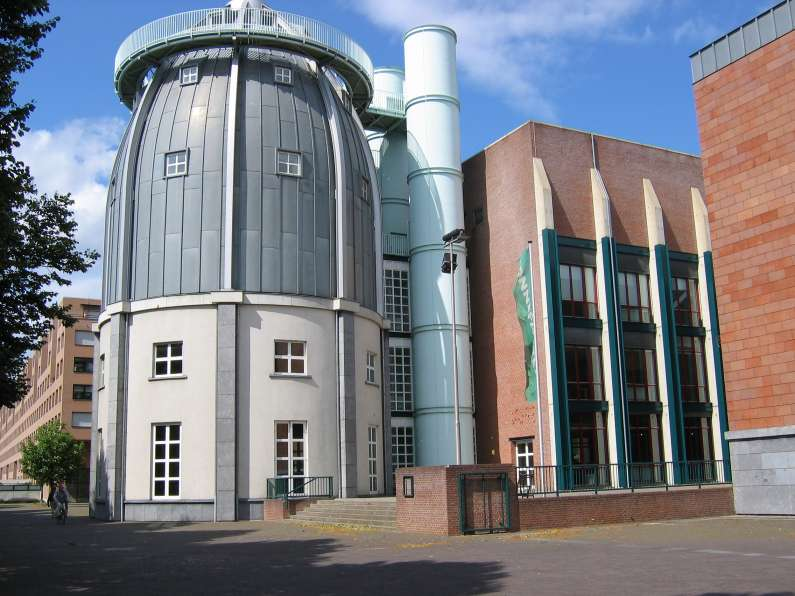
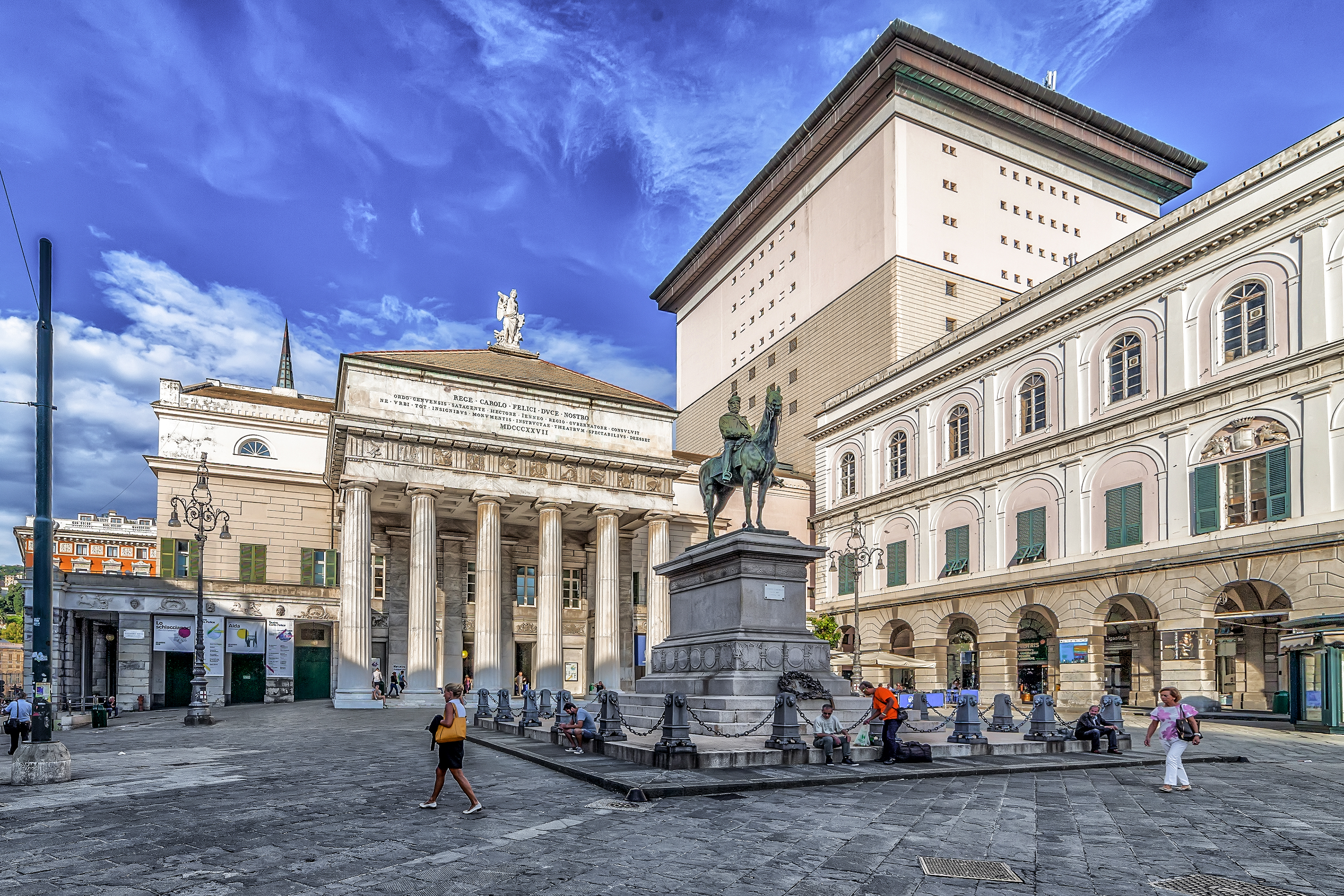
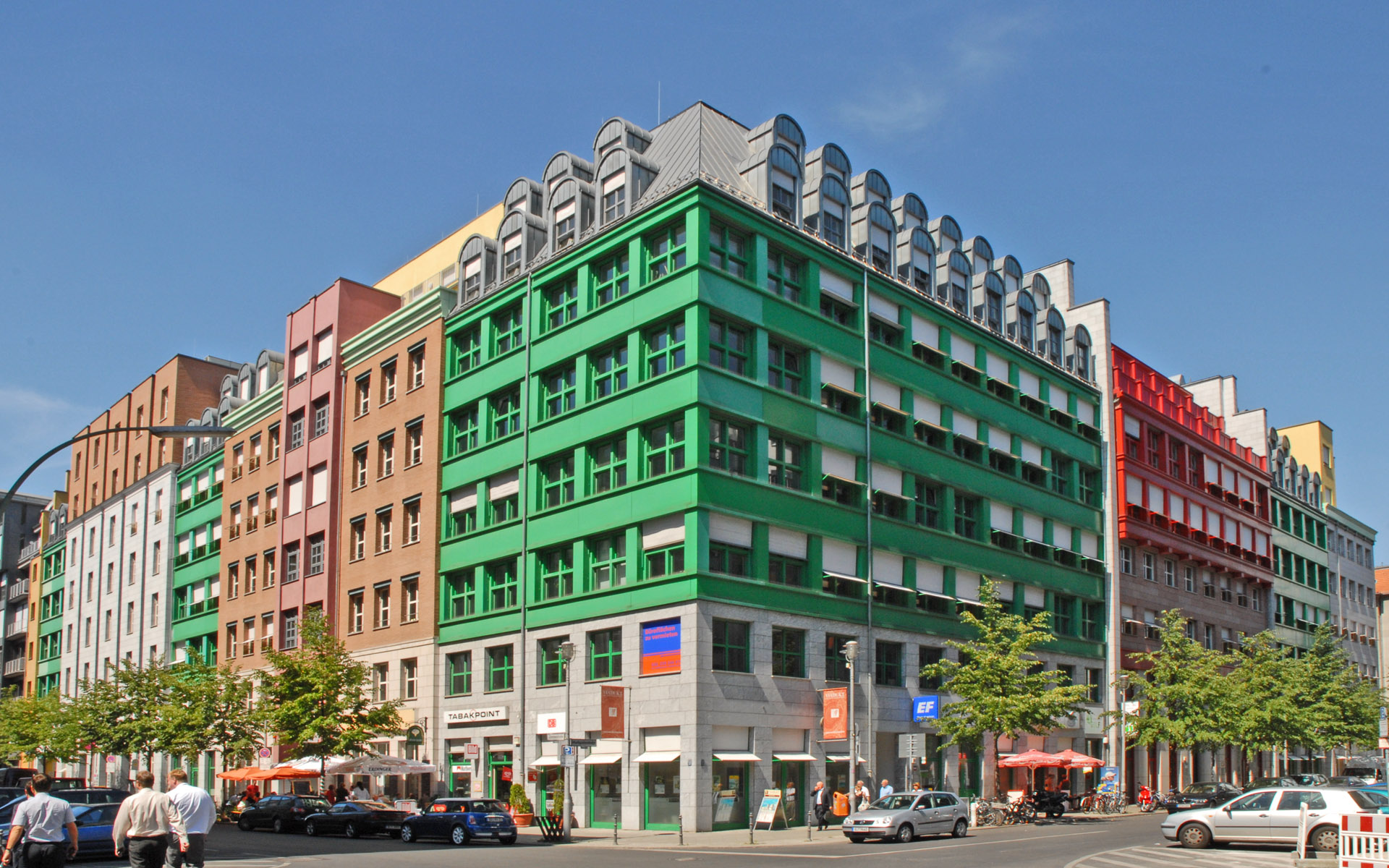
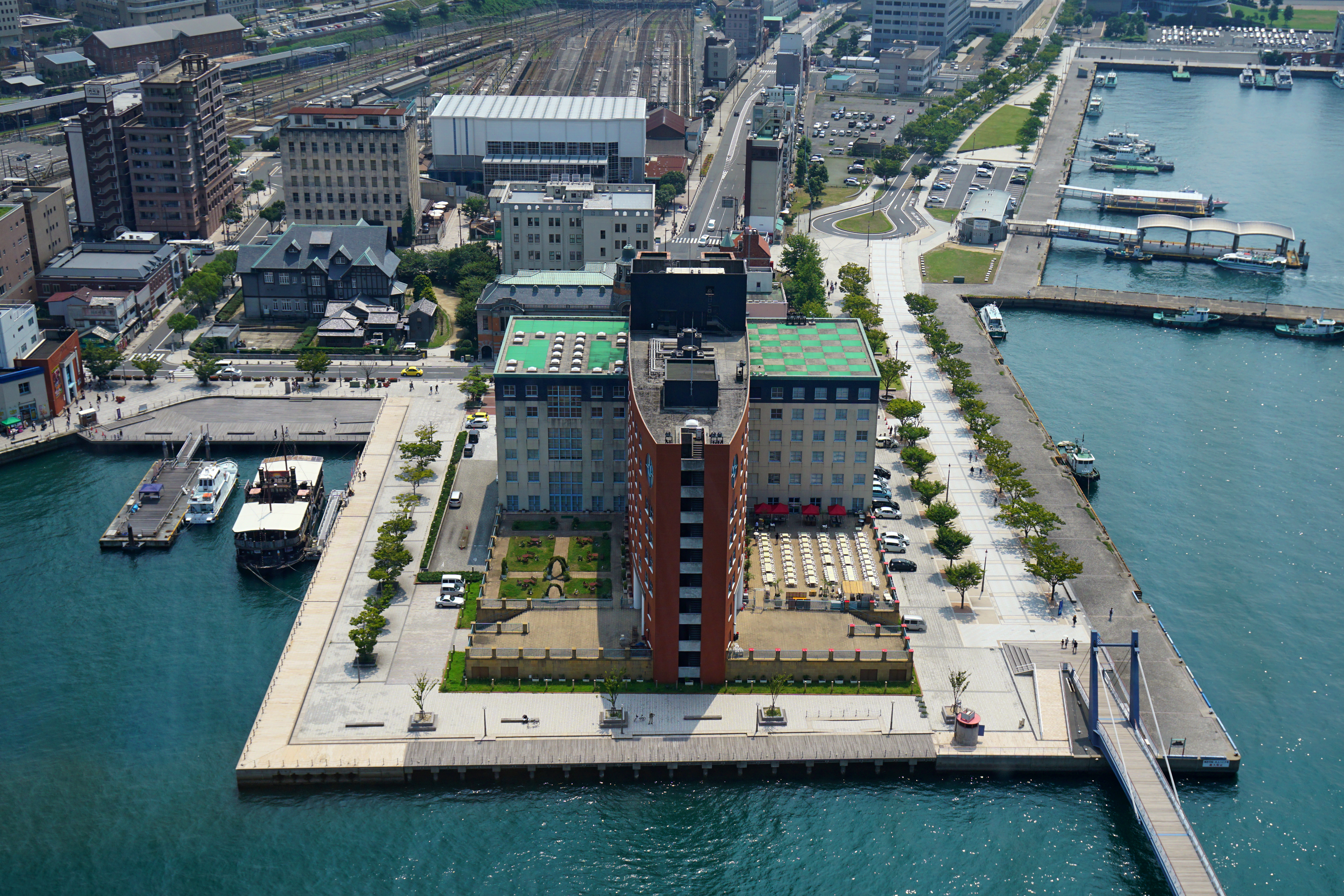